# Léon Clément Le Fort
Pour les articles homonymes, voir Le Fort.
Léon Clément Le Fort, né le 5 décembre 1829 à Lille et mort le 19 octobre 1893 à Ménestreau-en-Villette (Loiret), est un chirurgien et médecin français.

## Formation
En 1848, il est chirurgien élève à l'hôpital militaire d'instruction de Lille puis licencié par décret du 23 avril 1850 qui supprime les hôpitaux militaires d'instruction. Il continue ses études médicales à Paris où en 1850, il est externe des hôpitaux civils de Paris et en 1852, interne des hôpitaux civils de Paris. Il a comme professeurs Joseph-François Malgaigne (1806-1865) et Stanislas Laugier (1799-1872).
En 1858, il est aide d'anatomie à la Faculté de médecine de Paris et obtient le doctorat de médecine.
Devenu maire de Ménestreau-en-Villette, il y fait construire la propriété du Briou, entourée de bois et d'étangs, où il pratique la chasse, la sylviculture et la pisciculture.

## Activité
En 1861, il devient prosecteur à la Faculté de médecine de Paris.

De 1865 à 1872 il est chirurgien dans différents hôpitaux de Paris.

En 1870, lors de la guerre franco-prussienne, il est volontaire pour travailler à l'hôpital de Metz. Il a pour assistant Henri Parinaud et ils travaillent sur le front des combats dans les services ambulanciers de la Croix-Rouge française.

En 1893, il devient membre de l'Académie de médecine.

## Famille
En 1865, il épouse Aline Malgaigne (1844-1898), fille de son professeur de médecine, dont il a deux enfants :
- Jeanne (1863-1932), qui épousera le 23 juillet 1891 à Paris IXe, le chirurgien Félix Lejars (1863-1932)
- Raymond (1871-1925), médecin.

Il est l'oncle de René Le Fort, chirurgien de l'armée française.

## Travaux
Léon Clément Le Fort rédigea un certain nombre de rapports et d'articles spécialisés.
- Recherches sur l’anatomie des poumons chez l’homme. 1858.
- De la résection de genou. 1859.
- De la résection de la hanche. 1861.
- Note sur l’hygiène hospitalière en France et en Angleterre. 1862.
- Des vices de conformation de l’utérus et de vagin et des moyens de remédier. 1863.
- Des anévrysmes en général. 1866.
- Des maternités. 1866.
- Des indications du trépan dans les fractures du crâne. 1867.
- La chirurgie militaire et les sociétés de leçons en France et l’étranger. 1872.